# Васил Христовски
Васил Христовски е гръцки партизанин и деец на СНОФ и НОФ.

## Биография
Роден е през 1913 година в костурското село Добролища. През 1934 година става член на ГКП. От октомври 1940 се включва в Итало-гръцката война. На 1 юни 1943 влиза в редиците на ЕЛАС с чин подпоручик. От 1946 година става командир на първи партизански отряд на НОФ за Костурско. По-късно влиза в ДАГ, където е командир на чета към 588 батальон. Умира на 8 август 1948 година в резултат на раните си в битката при планината Грамос.